# Rob Ouwehand
Rob Ouwehand (Den Haag, 9 november 1951) is een voormalig Nederlands voetballer. Hij stond onder contract bij FC Den Haag, Edmonton Drillers en SBV Excelsior. 
Ouwehand speelde voornamelijk als rechtsback. Na zijn debuut bij ADO Den Haag in het seizoen 1972-1973 bleef Ouwehand tot 1979 actief in de hofstad. Na een buitenlands avontuur bij het Canadese Edmonton Drillers sloot hij zijn actieve loopbaan begin jaren tachtig af bij Excelsior.

## Statistieken
| Seizoen | Club              | Land      | Competitie                   | Wed. | Goals |
| ------- | ----------------- | --------- | ---------------------------- | ---- | ----- |
| 1972/73 | FC Den Haag       | Nederland | Eredivisie                   | 2    | 0     |
| 1973/74 | FC Den Haag       | Nederland | Eredivisie                   | 10   | 0     |
| 1974/75 | FC Den Haag       | Nederland | Eredivisie                   | 22   | 1     |
| 1975/76 | FC Den Haag       | Nederland | Eredivisie                   | 32   | 4     |
| 1976/77 | FC Den Haag       | Nederland | Eredivisie                   | 21   | 1     |
| 1977/78 | FC Den Haag       | Nederland | Eredivisie                   | 25   | 1     |
| 1978/79 | FC Den Haag       | Nederland | Eredivisie                   | 12   | 0     |
| 1979    | Edmonton Drillers | Canada    | North American Soccer League | 17   | 1     |
| 1979/80 | SBV Excelsior     | Nederland | Eredivisie                   | 33   | 1     |
| 1980/81 | SBV Excelsior     | Nederland | Eredivisie                   | 25   | 0     |
| 1981/82 | SBV Excelsior     | Nederland | Eerste divisie               | 2    | 0     |
| Totaal  | Totaal            | Totaal    | Totaal                       | 201  | 9     |